# Hymenophyllopsis hymenophylloides
Hymenophyllopsis hymenophylloides là một loài dương xỉ trong họ Cyatheaceae. Loài này được L.D. Gómez mô tả khoa học đầu tiên năm 1973.